# ユホチ川
ユホチ川（ユホチがわ、ロシア語: Юхоть）はロシア・ヤロスラヴリ州を流れるヴォルガ川右岸の支流である。全長75km、流域面積1700km²。
主な支流にはモロクシャ川(ru)、ウレイマ川(ru)、コイカ川(ru)などがある。このウレイマ川とユホチ川の合流地点には古い都市遺跡があり、周辺では集落の遺跡が発見されている。また、ウレイマ川左岸からユホチ川の合流地点までは重要野鳥生息地、禁猟区・伐採禁止区域（ザカズニク(ru)）となっている。ユホチ川自体は、特に下流域が、観光・釣りなどの自然を楽しめる場所として人気がある。